# Mirko Norac
 (juin 2021).
Si vous disposez d'ouvrages ou d'articles de référence ou si vous connaissez des sites web de qualité traitant du thème abordé ici, merci de compléter l'article en donnant les références utiles à sa vérifiabilité et en les liant à la section « Notes et références ».
 (août 2025).
Pour les articles homonymes, voir Norac.
Mirko Norac est un militaire croate né le 19 septembre 1967, au hameau Keve près du village d'Otok, dans la municipalité de Sinj, en République de Croatie.
C’est un ancien général d'armée croate. Duc de Sinjska alka, il était le plus jeune colonel de l'armée croate, et est encore[Quand ?] considéré comme un héros de guerre par beaucoup de Croates.
En 2003 il devint général de l'armée croate puis fut jugé coupable pour ses crimes de guerre par un tribunal pénal croate. Il purge actuellement[Quand ?] une peine d’emprisonnement de 12 ans.

## Biographie
Né le 19 septembre 1967, au hameau Keve près du village d'Otok dans la municipalité de Sinj, Mirko Norac poursuit des études d'hôtellerie-restauration. Après avoir terminé le lycée hôtelier, il travailla quelques années (cela est discuté) en tant que serveur.
Peu après les premières élections en Croatie, en août 1990, Mirko Norac entra au Ministère de l’intérieur (le « MUP »). La même année, en septembre, il devint membre de l’unité antiterroriste (ATJ Lučko), unité d'élite de police croate.

### Défense de Gospic
En 1991 il fut sollicité afin de traiter les incidents liés à la guerre d'indépendance croate. En qualité de commandant de l'ATJ Lučko, il participa à plusieurs opérations des forces de police croate, notamment aux rixes armées qui ont éclaté dans le Parc national des lacs de Plitvice après l'annexion par la Région autonome serbe de Krajina.
En septembre 1991 il quitta le HV pour se déplacer à Gospić afin de combattre les rebelles locaux Serbes et les unités yougoslaves de l'armée populaire (JNA). La ville, dans laquelle se trouvait la garnison « Stanko Opsenica » de la JNA (avec environ 20 dirigeants et 200 soldats), fut prise d’assaut par 3 côtés. Après quatre jours de siège sous le commandement de Mirko Norac, le JNA fut forcé de rendre les armes.
Cette zone était considérée par les analystes militaires (comme Davor Domazet et Davor Marijan) comme un territoire stratégique de première importance à maintenir rattaché à la Croatie. Le siège et la conquête de la garnison de Gospić fut un tournant majeur dans la guerre d’indépendance croate. Elle permit de rompre l’avancée des forces du JNA dont l’objectif était de fragmenter la Croatie en 5 zones distinctes. La région la plus importante était celle de Lika avec son centre Gospić : si Gospić était tombée, la Croatie aurait été coupée par la moitié et sa capacité de défense aurait été considérablement affaiblie.
Le 12 ou le 13 septembre 1991, Mirko Norac fut nommé commandant de la 118e brigade de l’armée croate (Hrvatska Vojska ou « HV »). Un mois plus tard, il participa au massacre de Gospić où 100 à 120 Serbes furent assassinés par les hommes qui étaient sous son commandement. Dès le début de l’an 1992 (à l'âge de 25 ans) il devint le plus jeune colonel de l'armée croate.

### Maslenica et Medak
En novembre 1992, Norac fut nommé commandant de la 6e brigade de la Garde nationale croate rebaptisée plus tard la 9e brigade motorisée de la garde. Il prit part à l’opération Maslenica (début 1993) où son unité atteignit en premier le plateau de Maslenica. Ce dernier était un point stratégique très important car il constituait un pont reliant la Dalmatie au reste de la Croatie.
Cette opération a permis de faire la jonction terrestre entre la Dalmatie et le reste de la Croatie. En septembre de la même année, il commanda l’opération de la poche de Medak qui faisait partie de la Republika Srpska Krajina autoproclamée. Durant l'offensive, des crimes de guerre contre la population serbe locale furent commis.
Au cours de cette opération, il fut nommé à la tête du Secteur 1, une unité de combat spécialement formée pour les besoins de l’opération
Pendant l'opération, Norac fut blessé aux mains et aux jambes par l’explosion d’une mine. Il séjourna un mois à l’hôpital de Zagreb puis retourna à Gospić. En 1994, il fut promu au rang de général de brigade et nommé commandant de la zone opérationnelle (ou District militaire) de Gospić.
La même année il devint duc de « društvo d'Alkarsko », la distinction honorifique la plus élevée qu’un homme de Sinj puisse recevoir.

### Opération Éclair
Norac prit part à l’Opération Éclair en août 1995 et le 25 septembre de la même année il fut élevé par le Président Franjo Tudjman au rang de major général.
Pour ses faits de guerre, beaucoup de croates le considèrent comme un héros. Le 15 mars 1996, Norac fut nommé commandant du District militaire de Knin. Le président de la Croatie le destitua de ses fonctions le 29 septembre 2000, après qu'il a signé une lettre ouverte pour les actes criminels de la guerre d'indépendance croate, attitude politique considérée comme illégale par l’ensemble des soldats croates actifs.
Cependant, des juristes croates sont divisés sur cette question : beaucoup clament que la constitution croate a explicitement cautionné les actions militaires croates.

## Les crimes de guerre: les faits reprochés

### Les massacres de Gospić
Le 16 octobre 1991 Tihomir Orešković (secrétaire du quartier général de crise de Lika et commandant de la région de Gospić) provoqua une réunion au quartier général de crise de Lika afin d'organiser le massacre des civils serbes du secteur. Au cours de cette réunion, une liste de Serbes à exécuter fut élaborée. Norac assista à la réunion et il participa (à visage découvert) avec un groupe de soldats masqués et de policiers en civils, au pillage des maisons de Gospić et à la capture de civils serbes afin de les interroger. Il organisa et dirigea les exécutions de ces derniers, dans une zone neutre, près de la ville. Il exécuta une femme lui-même pour inciter les autres au massacre.
Le 7 février 2001 un mandat d'arrêt est émis contre lui pour ces faits. Mirko Norac rentre alors dans la clandestinité jusqu'au 21 février. Norac rentra afin de nier les faits dont il était accusé. Le 5 mars 2001, un acte d'accusation contre Norac, Tihomir Orešković, Stjepan Grandić, Ivica Rožić et Milan Canić fut publié. Il les accuse d'avoir assassiné 50 civils à Karlobag, Pazarište et Lipova glavica. Le jugement par la cour de Rijeka a duré 14 mois et plus de 150 individus ont témoigné, y compris quelques soldats et civils croates.
Le 24 mars 2003, Norac fut reconnu coupable et condamné à 12 ans de réclusion (Orešković et Grandić ont été condamnés à 15 et 10 ans, Rožić et Canić ont été acquittés de la totalité des faits qui leur étaient reprochés par insuffisance de preuves).

### L'opération de la poche de Medak
Le 20 mai 2004 le TPIY publia un acte d'accusation contre Mirko Norac (ainsi que Rahim Ademi et Janko Bobetko) pour leurs responsabilités dans les crimes commis lors de l’opération poche de Medak. D'après l'acte d’accusation, la poche de Medak, d’environ quatre à cinq kilomètres de large et de cinq à six kilomètres de long, faisait partie de la Republika Srpska Krajina autoproclamée. Environ 400 civils serbes habitaient cette zone avant l’attaque. L’Acte d’accusation mentionne que l’attaque croate contre la poche de Medak aurait commencé le 9 septembre 1993. Après environ deux jours de combats, les forces croates auraient pris contrôle de Divoselo, de Citluk et d’une partie de Pocitelj, puis l’avance croate se serait arrêtée. Selon l'acte d’accusation, la poche de Medak serait devenue inhabitable à la suite de l'opération militaire croate. Les villages de la poche auraient été complètement détruits, privant ainsi la population civile serbe de ses habitations et de ses moyens d’existence.
Selon l'acte d’accusation, « avant et pendant l’opération de la poche de Medak, du 9 au 17 septembre 1993 ou vers cette date, Mirko Norac, agissant seul et/ou de concert avec d’autres dont Janko Bobetko et Rahim Ademi, [aurait] planifié, incité à commettre, ordonné, commis ou de toute autre manière aidé et encouragé à planifier, préparer ou exécuter la persécution de civils serbes dans la poche de Medak, pour des raisons raciales, politiques ou religieuses ».
L'acte d’accusation allègue que les persécutions auraient pris les formes suivantes :
- « l’exécution illégale de civils serbes et de soldats faits prisonniers et/ou blessés dans la poche de Medak ;
- les traitements cruels et inhumains infligés aux civils serbes et aux soldats faits prisonniers et/ou blessés dans la poche de Medak, y compris le fait d’infliger des blessures graves par balle ou à l’arme blanche, de sectionner des doigts, de frapper violemment les victimes à coups de crosse de fusil, de les brûler avec des cigarettes, de piétiner les corps, de les attacher à un véhicule pour les traîner sur la route, de les mutiler et de se livrer à d’autres exactions. Des précisions concernant certains des traitements cruels et inhumains infligés sont données à titres d’exemple :
- l'intimidation par la terreur de la population civile majoritairement serbe de la poche de Medak, y compris par la mutilation et la profanation du corps de Boja Pjevac, l'immolation publique de Boja Vujnovic sous les quolibets, l’intention déclarée de tuer tous les civils, les graffitis racistes écrits sur les bâtiments détruits, toutes choses qui ont poussé les civils à abandonner leurs foyers et leurs biens, et à quitter définitivement la région ;
- la destruction de biens appartenant à des civils serbes de la poche de Medak. Le 9 septembre 1993 ou après cette date, les forces croates auraient dans la région systématiquement détruit à l’explosif ou incendié environ 164 maisons et 148 autres bâtiments ;
- le pillage systématique de biens appartenant à des civils serbes pendant et après l’opération de la poche de Medak par des membres des forces croates, de concert avec des civils croates ».

## Les chefs d’accusation
Le 8 juillet 2004 Norac fut amené à comparaître devant le TPIY de la Haye. Il plaida non coupable à chacun des cinq faits reprochés.
Dans l’Acte d’accusation, Mirko Norac est poursuivi sur le fondement de sa responsabilité pénale individuelle (Article 7 1 du Statut) et sur le fondement de sa responsabilité pénale de supérieur hiérarchique (Article 7 3 du Statut) pour :
- « Un chef de crimes contre l’humanité (Article 5 du Statut : persécutions pour des raisons politiques, raciales et religieuses) ;
- Deux chefs de violations des lois ou coutumes de la guerre (Article 3 du Statut : pillage de biens publics ou privés ; destruction sans motif de villes et de villages).

Dans l’Acte d’accusation, Mirko Norac est poursuivi sur le fondement de sa responsabilité pénale de supérieur hiérarchique (Article 7 3) du Statut) pour :
- Un chef de crimes contre l’humanité (Article 5 du Statut : assassinat) ;
- Un chef de violations des lois ou coutumes de la guerre (Article 3 du Statut : meurtre). »

Le 14 septembre, le juge décida de le transférer de la prison du TPIY vers une prison Croate. Après son transfert il fut renvoyé devant la juridiction croate. Ce fut le premier à être transféré afin de comparaître devant la cour pénale de son pays.

## L’opinion publique envers Norac
Les chefs d’accusation à l’encontre de Mirko Norac par la cour du comitat de Rijeka, provoquèrent de vives réactions au sein de la scène politique croate. Beaucoup commencèrent à réagir farouchement contre ces actes d’accusation, déclarant que ces derniers entachaient la dignité de tous les soldats croates qui s’étaient battus pour défendre leur pays lors de la guerre d'indépendance croate. Le fait que Norac ait disparu après l'acte d'accusation a convaincu beaucoup de personnes qu'il avait été dénoncé et livré au TPIY. On exigea que le ministre Ivica Račan (un social-démocrate et un communiste reformé qui prit ses fonctions de premier ministre l’année précédente lors des élections, mettant fin au long règne de dix années du HDZ droite) s’expliquent sur la capture de Norac. Quelques jours après, des manifestations et des rassemblements nombreux eurent lieu dans tout le pays. Des barrages s’organisèrent autour de la ville de Sinj et certains soldats dans les casernes locales, menacèrent de libérer Norac par la force. Les partis politiques d’opposition exercèrent des pressions sur le gouvernement afin qu’il intervienne dans le système juridique du pays et le clergé manifesta ouvertement son soutien au général destitué (puis fugitif).
Le 11 février 2001 à Split, des anciens combattants (formés dans la « Središnji stožer za obranu digniteta Domovinskog rata », c'est-à-dire « quartier général central pour la dignité et la défense de la patrie ») organisèrent un grand rassemblement de soutien à Norac sous la devise de « smo mille Mirko Norac de Svi » (trans. Nous sommes tous Mirko Norac). Ce rassemblement réunit plus de 100 000 personnes, notamment de nombreux hommes politiques de l’opposition, des évêques, des généraux mis en retraite de l'armée croates vêtus de leurs uniformes alkars, ainsi que de nombreux Croates éminents. Les contestataires lancèrent un appel ayant pour but de renverser le gouvernement de gauche d'Ivica Račan. Ils l'accusèrent de trahir et d’outrager la guerre d’indépendance croate et le surnommèrent « gouvernement de marionnettes ». Ils chantèrent des slogans comme « Cigane Mesiću » (c’est-à-dire Mesić bohémien). Ivo Sanader du HDZ (qui devint le premier ministre croate lors des élections parlementaires de 2003) était l'un des membres de l’opposition qui intervint lors du rassemblement. Il fit un discours défendant Norac et réclama au gouvernement son retour.